# ニコラース・マース

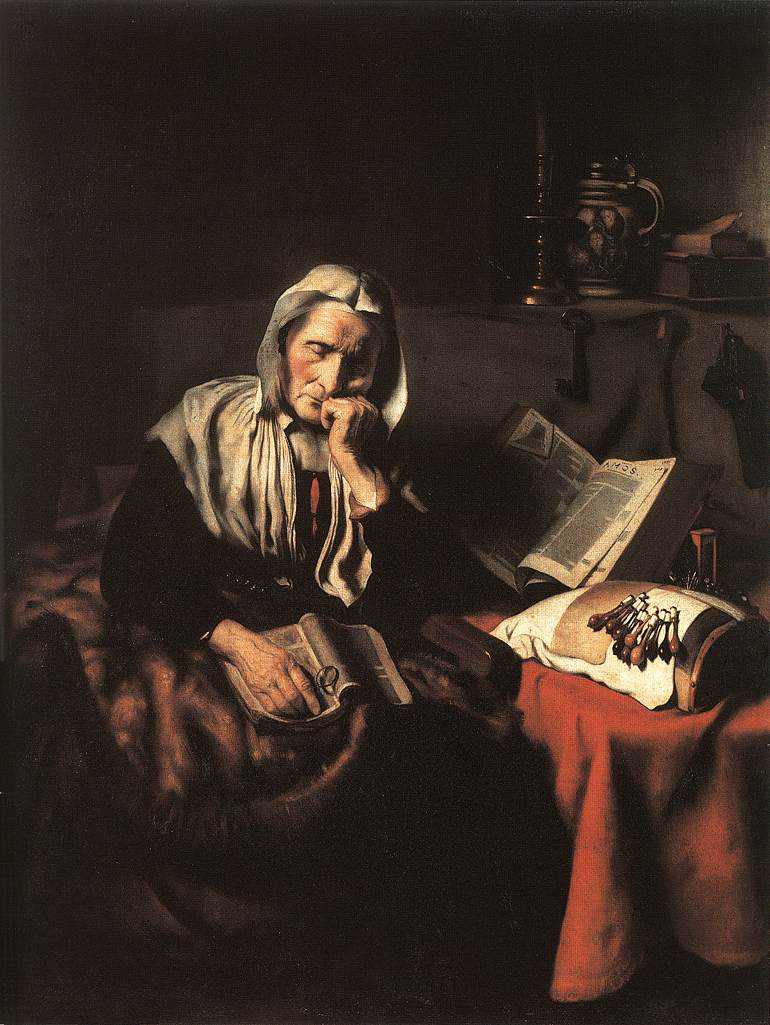
『居眠りをする老女』ニコラース・マース画
1656年、135 x 105 cm
ベルギー王立美術館

ニコラース・マース （Nicolaes MaesまたはNicolaes Maas, 1634年1月 - 1693年11月24日に埋葬）は、オランダのバロック時代の画家。

## 生涯
マースは富裕な商人ヘリット・マースとその妻イダの子としてドルドレヒトで生まれた。1648年頃、彼はアムステルダムへ行きレンブラントの工房へ入った。1653年にドルドレヒトへ戻るまでに、マースは数作のレンブラント風の絵画（等身大像と深く伸びる色彩を備える）を描いており、これはアムステルダム国立美術館所蔵である。『カード遊び』はナショナル・ギャラリーが所蔵する。彼の初期の画風は非常にレンブラントと似ていることから、どちらが描いたものかはっきりしない作品もある。
彼の最も脂ののった時代は1655年から1665年で、マースは小さな規模の家庭内の風俗画に没頭し、かつて彼がレンブラントから学んだ色彩の魔法を非常に広げ続けた。彼の最も好んだ題材は、女性が糸紡ぎをする姿や、聖書を読む姿、食事の準備をする姿などであった。
1673年まで彼はドルドレヒトに住み続け、後にアムステルダムへ移住すると、1665年から1667年の間、アントウェルペンを訪問するか一度は住んだりした。彼はアントウェルペン時代はにそれまでの画風と題材を一変させた。彼は肖像画を描くのに没頭し、これまでの親しみやすい雰囲気や、アンソニー・ヴァン・ダイクの影響が伺われる、注意深い優雅さをもつ初期作品の色の調和は見られなくなった。実に甚だしい変化で、ブリュッセルにいた他のマースという人物が描いたという論まで台頭した。
ロンドンのナショナル・ギャラリーには『カード遊び』『揺りかご』『オランダ人の主婦』『召使いの鑑』『Jan de Reusの肖像』『子供たちを祝福するキリスト』、そして『黒いローブを着た男性の肖像画』が所蔵されている。アムステルダムではアムステルダム国立美術館の他、ヤン・シックス・コレクションに『詮索好きの召使い』がある。バッキンガム宮殿には『聞く少女』（模写の展示）が、そして『牛乳売り』と『聞く人』がある。その他の作品は、ベルリン、ブリュッセル、サンクトペテルブルク、ハーグ、フランクフルト・アム・マイン、ハノーファー、ミュンヘンの各ギャラリーにある。

## 主な作品
- ロチェスター伯ニコラス・ハイドの肖像 - Oil on canvas, 110,5 x 88 cm, 私蔵
- ピラトゥスの前のキリスト （1649年-1650年） - Oil on canvas, 216 x 174 cm, ブダペスト西洋美術館、ブダペスト
- 4人の子供たちの肖像 （1657年） - Oil on canvas, 150 x 112 cm, グルーニング美術館、ブルッヘ
- 子供たちを祝福するキリスト （1652年-1653年） -Oil on canvas, 206 x 154 cm, ナショナル・ギャラリー、ロンドン
- レース職人 （1649年-1650年） - Oil on canvas, メトロポリタン美術館、ニューヨーク
- アラスの女 （1667年） - Oil on canvas, 90 x 72 cm, アラス美術館、アラス
- ゲントの女- Oil on canvas, 89,6 x 71,2 cm, ヘント美術館、ヘント
- レースを編む老女 （1655年） - Oil on panel, マウリッツハイス美術館、ハーグ
- 立ち聞きしている主婦 （1655年） - Oil on panel, ロイヤル・コレクション、ロンドン
- 糸を紡ぐ女 （1655年） - Oil on panel, アムステルダム国立美術館、アムステルダム
- 使徒トマス （1656年） - Oil on canvas, カッセル州立美術館
- アヒルの羽をむしる女 （1656年頃） - Oil on canvas, フィラデルフィア美術館、フィラデルフィア
- ヤーコプ・トリップ像 （1660年頃） - Oil on canvas, 88 x 68 cm, ブダペスト西洋美術館、ブダペスト
- ヤーコプ・トリップの妻マルガレタ・デ・ヘール像 （c. 1660年） - Oil on canvas, 88 x 68 cm, ブダペスト西洋美術館、ブダペスト
- 入浴する子供 （1665年-1670年） - Oil on canvas, 72 x 91 cm, ルーヴル美術館、パリ
- シモン・ファン・アルプヘンの肖像 （1680年頃） - Oil on canvas, 71 x 57 cm, アムステルダム国立美術館、アムステルダム